# Шква (Мазовецьке воєводство)
Шква (пол. Szkwa) — село в Польщі, у гміні Леліс Остроленцького повіту Мазовецького воєводства. Населення — 90 осіб (2011).
У 1975—1998 роках село належало до Остроленцького воєводства.

## Демографія
Демографічна структура станом на 31 березня 2011 року:
|          | Загалом | Допрацездатний вік | Працездатний вік | Постпрацездатний вік |
| -------- | ------- | ------------------ | ---------------- | -------------------- |
| Чоловіки | 50      | 9                  | 33               | 8                    |
| Жінки    | 40      | 7                  | 21               | 12                   |
| Разом    | 90      | 16                 | 54               | 20                   |